# Casa Bosi Pelitti
La casa Bosi Pelitti è un edificio storico di Milano situato in via Castelfidardo, 10.

## Storia e descrizione
Il palazzo venne costruito come edificio residenziale dall'ingegner Paolo Tornaghi nel 1864. La struttura è caratterizzata da una facciata riccamente decorata con stucchi a bassorilievo che rappresentano scene e medaglioni ispirati al periodo dell'antica Roma.
Durante gli anni di piombo, in uno degli appartamenti all'interno del palazzo fu scoperta la sede dei Proletari Armati per il Comunismo di Milano, e vi venne arrestato per la prima volta Cesare Battisti.